# Крейдяна рослинність у с.Свято-Покровське
 «Крейдя́на росли́нність у с. Свято-Покровське»  — ботанічний заказник місцевого значення. Розташований в Бахмутському районі Донецької області на північній околиці села Свято-Покровське (раніше - Кірове). Статус заказника присвоєно рішенням обласної ради н.д. від 25 березня 1995 року. 
20 грудня 2017 року головою Донецької облдержадміністрації, керівником обласної військово-цивільної адміністрації підписано розпорядження №169/5-17 «Про перейменування ботанічного заказника місцевого значення «Крейдяна рослинність у с. Кірове» на «Крейдяна рослинність у с. Свято-Покровське»

## Загальні відомості
Тут круті схили крейдяного плоскогір'я рясніють рідкісними і ендемічними видами трав'янистих рослин, занесеними до Червоної книги України та Червоної книги СРСР (1978 року). Особливістю рослинності цих крейдяних оголень є присутність рослин-піонерів крейдяних субстратів - як правило, облігатних кальцефілів і геліофілов. Це, зокрема, гіссоп крейдяний (Hyssopus cretaceus), місцями домінуючий і створює щодо щільне рослинне покриття. Спільноти з аналогічною роллю цього виду відомі і в інших місцях Донбасу - на крейдяних субстратах по крутих правих берегів річок Євсуг, Лугань, Кривий Торець. Значні площі нової заповідної території займає полин солянковідная (Artemisia salsoloides). Її куртини сконцентровані на відносно гумусірованний субстраті біля підніжжя і поблизу вершини схилу (відповідно, рідіючи і зникаючи на самому схилі), що ілюструє характер переміщення мелкозема і органіки.
Збереження видів, характерних для крейдяних оголень, важливо тому, що багато хто з цих рослин є ендемічними, реліктовими, зникаючими і рідкісними. Серед них виділяються ендеміки Слов'янсько-Артемовського геоботанического району, такі, як: астрагал мелолюбівий (Astragalus cretophylus), громовик донський (Onosma tanaitica), ранник крейдяний (Scrophularia cretacea), смілка крейдяна (Silene cretacea) і багато інших.
На території заказника росте 50 видів рослин, із них 15 видів занесені до Червоної книги України. Серед них:
- Бурачок голоножковий,
- Дрік донський,
- Гісоп крейдяний,
- льонок крейдяний,
- Ранник крейдяний.

При створенні заказника в 1995 році під нього відводилася площа в 150 га. 21 вересня 2006 на сесії Донецької обласної ради було прийнято рішення про зміну меж заказника за рахунок приєднання до нього природних територій площею 192,3 га, в тому числі: пасовища — 88,4 га, кам'янисті місця — 77,3 га, яри — 21,1 га, піски — 1,8 га, чагарники — 3,1 га, господарські дороги — 0,6 га із земель запасу Різниківської сільської ради Бахмутського району без їх вилучення. В результаті чого загальна площа території заказника збільшилася до 342,3 га. Рішення про розширення площі приймалося за клопотанням Київського еколого-культурного центру.